# Валич
Валич (пол. Wałycz) — село в Польщі, у гміні Ринськ Вомбжезького повіту Куявсько-Поморського воєводства.
Населення — 979 осіб (2011).

## Демографія
Демографічна структура станом на 31 березня 2011 року:
|          | Загалом | Допрацездатний вік | Працездатний вік | Постпрацездатний вік |
| -------- | ------- | ------------------ | ---------------- | -------------------- |
| Чоловіки | 488     | 100                | 351              | 37                   |
| Жінки    | 491     | 101                | 300              | 90                   |
| Разом    | 979     | 201                | 651              | 127                  |

## Флора і фауна
Село Валич розташоване в північній частині Польщі, у Куявсько-Поморському воєводстві, в регіоні, що характеризується помірним кліматом і різноманітним природним ландшафтом. Тутешня флора і фауна є типовими для Центральної Європи.

### Флора
Навколо села розташовані ліси, луки, сільськогосподарські поля, а також водойми. Типові представники рослинного світу:
- Дерева: дуб звичайний, сосна звичайна, береза повисла, ялина, вільха.
- Чагарники: ліщина, терен, глід.
- Трав’янисті рослини: конюшина, звіробій, ромашка, дзвоники.
- Водна рослинність: рогіз, очерет, латаття — у прибережних зонах озер і ставків.

### Фауна
Місцева фауна представлена типовими видами для польської сільської місцевості:
- Ссавці: сарна європейська, заєць, лисиця, їжак, кабан (свиня дика).
- Птахи: лелека білий (часто гніздиться на стовпах), сорока, синиця, сова, шуліка.
- Плазуни та амфібії: жаба озерна, тритон, вуж.
- Риби: у ставках та річках — карась, щука, окунь.

Завдяки природному різноманіттю, регіон сприятливий для спостереження за птахами та вивчення флори в умовах екологічного туризму.